# HMS Verulam (R28)
«Верулам» (англ. HMS Verulam (R28) — військовий корабель, ескадрений міноносець типу «V» Королівського військово-морського флоту Великої Британії часів Другої світової війни.
Ескадрений міноносець «Верулам» закладений 26 червня 1942 року на верфі компанії Swan Hunter у Тайн-енд-Вірі. 22 квітня 1943 року він був спущений на воду, а 12 грудня 1943 року увійшов до складу Королівських ВМС Великої Британії. Есмінець брав участь у бойових діях на морі в Другій світовій війні, бився у Північній Атлантиці біля берегів Франції, Англії та Норвегії, забезпечував висадку союзників у Нормандії, діяв на Тихому океані біля берегів Голландської Ост-Індії й Бірми, супроводжував арктичні конвої. За проявлену мужність та стійкість у боях бойовий корабель заохочений п'ятьма бойовими відзнаками.

## Бойовий шлях

### 1944
У лютому-березні 1944 року «Верулам» супроводжував арктичний конвой JW 57. 24 лютого у ході руху конвою суден німці вжили спроби атакувати підводними човнами транспорти та кораблі ескорту, однак контратакою есмінця «Кеппель» та торпедоносців «Сордфіш» з борту ескортного авіаносця «Чейсер» німецький U-713 був потоплений. Наступного дня есмінець «Махратта» був уражений торпедою T5 німецького підводного човна U-990 і швидко затонув. У свою чергу літаючий човен «Каталіна» з бази у Саллом-Во виявив та потопив глибинними бомбами німецьку субмарину U-601.
4 березня 1944 року під час супроводу конвою JW/RA-57 літаки з авіаносця «Чейсер» пошкодили німецький підводний човен U-472 (який згодом був потоплений надводними кораблями), а також потопили підводні човни U-366 (05.03.1944) та U-973 (06.03.1944).
30 березня 1944 року «Верулам» увійшов до складу сил, що готувались до проведення операції «Тангстен» — атаці палубною авіацією королівського військово-морського флоту Великої Британії німецького лінкора «Тірпіц», здійснена 3 квітня 1944 року. Британське командування побоювалося, що цей єдиний лінкор, що лишився у німців і переховувався в Алта-фіорді, після ремонту знову стане загрозою стратегічно важливим арктичним конвоям, які доставляли вантажі до Радянського Союзу. Знищення лінкора дозволило б звільнити кілька важких бойових кораблів, що дислокувалися у Північному морі для протидії «Тірпіцу». 3 квітня літаки з п'яти авіаносців завдали удару по «Тірпіцу». Британські льотчики на 42 пікіруючих бомбардувальниках Fairey Barracuda у супроводі 80 винищувачів зустріли серйозний опір німців. Й хоча п'ятнадцять авіабомб вразили ціль, німецькому лінійному кораблю не були завдані суттєвих збитків. Через два місяці він знову увійшов до строю. Втрати британців склали чотири літаки, дев'ять льотчиків загинули.
17 липня разом з іншими кораблями британського флоту прикривав авіаносну групу з авіаносців «Формідабл», «Індіфатігебл» та «Фьюріос», що проводили чергову спробу атакувати німецький лінійний корабель «Тірпіц» у норвезькому фіорді Каафіорд.
У ніч з 12 на 13 листопада 1944 року флотське угруповання, на підставі розвідувальних даних перехоплення «Ультри», з крейсерів «Кент» та «Беллона», есмінців «Мінгз», «Верулам», «Замбезі» і «Алгонкін» здійснили атаку на німецький конвой KS 357 поблизу норвезького узбережжя між Лістерфіордом та Еґерсундом. Результатом атаки стало потоплення німецького суховантажного судна «Грейф», французького «Корноайллес», а також мінних тральщиків M 427 і M 416, мисливців за підводними човнами UJ 1221, UJ 1223 і UJ 1713.

### 1945
У березні 1945 року прибув до Тринкомалі на Цейлоні, де приєднався до кораблів оперативної групи № 62. 28 числа 62-га оперативна група бойових кораблів союзників вийшла до Андаманських та Нікобарських островів для зачищення прилеглих акваторій від японських надводних сил.
8 квітня разом з есмінцями «Саумарез», «Венус», «Віраго», «Віджілант», крейсерами «Лондон» і «Камберленд» супроводжували лінійні кораблі HMS «Квін Елізабет» і французький «Рішельє», що вирушали на проведення операції «Санфіш». 11 числа брав участь в артилерійському обстрілі Сабанга на Суматрі.
10 травня 1945 року есмінець у складі оперативної групи флоту брав участь у битві в Малаккській протоці, коли об'єднаний флот союзників намагався зірвати проходження загону японських бойових кораблів крізь протоку з Сінгапуру до Андаманських островів. Результатом бою стало затоплення есмінцями 26-ї флотилії японського важкого крейсера «Хагуро».